# 한동환
한동환(1974년 11월 1일 ~ )은 대한민국의 배우이다.

## 학력
- 서울예술대학 방송연예과

## 출연작

### 드라마
- 《돼지의 왕》 (2022년, 티빙) - 강민의 아버지 역
- 《하나뿐인 내 편》 (2018년, KBS2) - 경찰 역
- 《아는 와이프》  (2018년, tvN)
- 《멈추고 싶은 순간 : 어바웃 타임》 (2018년, tvN)
- 《브라보 마이 라이프》 (2018년, SBS)
- 《화유기》 (2017년, tvN)
- 《돈꽃》 (2017년, MBC) - 장수만 역
- 《별별 며느리》 (2017년, MBC)
- 《신데렐라와 네 명의 기사》 (2016년, tvN)
- 《월계수 양복점 신사들》 (2016년, KBS2)
- 《딴따라》 (2016년, SBS) - 변호사 역
- 《더 에이스》 (2015년, SBS) - 맞선남 박 대표 역
- 《애인 있어요》 (2015년, SBS) - 테라코프 부작용 재판 원고측 변호사 역
- 《엄마》 (2015년, MBC)
- 《닥터 프로스트》 (2014년~2015년, OCN) - 정신병원 원장 역
- 《미생》 (2014년, tvN)
- 《왔다! 장보리》 (2014년, MBC) - 검사실 사무장 역
- 《별에서 온 그대》 (2013년, SBS) - 경찰 역
- 《투윅스》 (2013년, MBC) - 자선경매 행사장 관계자 역
- 《당신의 여자》 (2013년, SBS)
- 《백년의 유산》 (2013년, MBC) - 엄기옥의 맞선남 역
- 《청담동 앨리스》 (2012년~2013년, SBS) - 한대철 역
- 《내 딸 서영이》 (2012년~2013년, KBS2) - 이서영의 과 선배 역
- 《세상 어디에도 없는 착한남자》 (2012년, KBS2) - 아웃도어 담당 직원 역
- 《빅》 (2012년, KBS2) - 술집 매니저 역
- 《신사의 품격》 (2012년, SBS) - 서이수가 전 애인이랑 헷갈린 남자 역
- 《적도의 남자》 (2012년, KBS2) - 진승그룹 임시주주총회 진행자 역
- 《넝쿨째 굴러온 당신》 (2012년, KBS2) - 차윤희의 맞선남 역
- 《한반도》 (2012년, TV조선)
- 《특수사건 전담반 TEN》 (2011년 ~ 2012년, OCN) - 경찰교육생 역
- 《인수대비》 (2011년, JTBC) - 이현보 역
- 《심야병원》 (2011년, MBC) - 의사 역
- 《보스를 지켜라》 (2011년, SBS) - DN그룹 직원 역
- 《애정만만세》 (2011년~2012년, MBC) - 변동우의 선배 역
- 《로맨스가 필요해》 (2011년, tvN) - 변호사 역
- 《시티헌터》 (2011년, SBS) - 검사 역
- 《당신이 잠든 사이》 (2011년, SBS)
- 《내 마음이 들리니》 (2011년, MBC) - 의사 역
- 《반짝반짝 빛나는》 (2011년, MBC) - 한상원의 지인 역
- 《싸인》 (2011년, SBS)
- 《여자를 몰라》 (2010년, SBS)
- 《나쁜 남자》 (2010년, SBS) - 홍태라의 비서 역
- 《자이언트》 (2010년, SBS)
- 《산부인과》 (2010년, SBS) - 신부 역
- 《파스타》 (2010년, MBC) - 윤 기자 역
- 《스타일》 (2009년, SBS)
- 《신의 저울》 (2008년, SBS) - 증인 역
- 《미워도 좋아》 (2007년~2008년, SBS) - 정 팀장 역
- 《칼잡이 오수정》 (2007년, SBS) - 사법연수생 역
- 《내 곁에 있어》 (2007년, MBC) - 기획사 실장 역
- 《헬로! 애기씨》 (2007년, KBS2) - 성형외과 의사 역
- 《히트》 (2007년, MBC) - 정인주 역
- 《외과의사 봉달희》 (2007년, SBS) - 마취과 의사 역
- 《꽃피는 봄이 오면》 (2007년, KBS2)
- 《드라마시티 - 미친 사랑》 (2007년, KBS2)
- 《드라마시티 - 쓰리(3)의 전설》 (2006년, KBS2)
- 《드라마시티 - 그들의 진실》 (2006년, KBS2) - 서태훈 역
- 《사랑도 미움도》 (2006년, SBS) - 전지현 역
- 《얼마나 좋길래》 (2006년, MBC)
- 《사랑은 기적이 필요해》 (2005년, SBS)
- 《추리다큐 별순검》 (2005년, MBC) - 김원규 역
- 《부활》 (2005년, KBS2) - 호텔 매니저 역
- 《파리의 연인》 (2004년, SBS) - 수혁과 싸운 남자 역
- 《왕꽃 선녀님》 (2004년~2005년, MBC) - 길에서 싸우는 커플남 역